# اچ‌ام‌اس آرگو (۱۷۸۱)

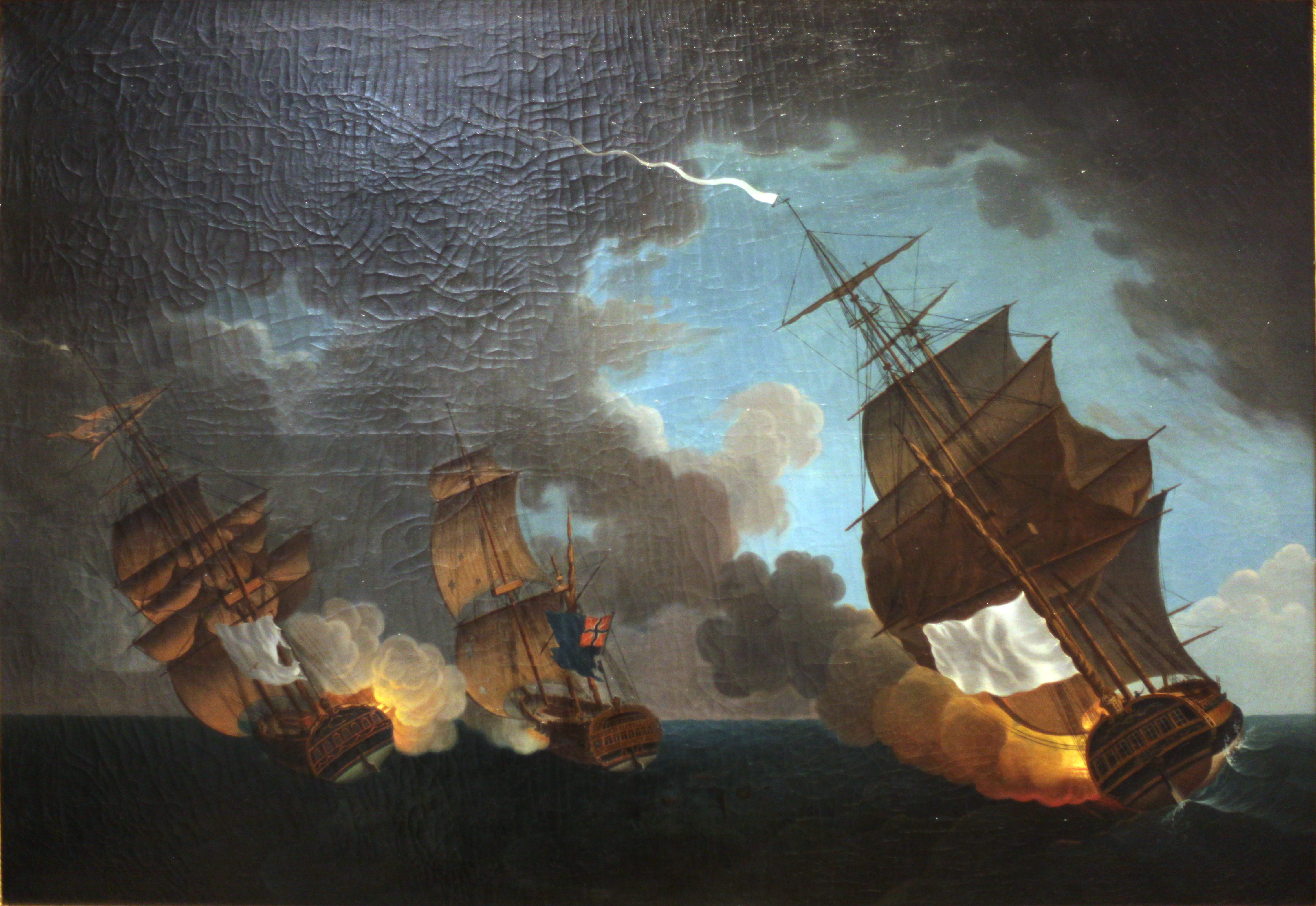
نیمف و آمفیتریت در مقابل اچ ام اس ارگو

اچ‌ام‌اس آرگو (۱۷۸۱) (به انگلیسی: HMS Argo (1781)) یک کشتی بود که طول آن ۱۴۰ فوت ۸ اینچ (۴۲٫۹ متر) بود. این کشتی در سال ۱۷۸۱ ساخته شد.